# アーシュラマ
アーシュラマ（梵: āśrama）または住期（じゅうき）とは、インドのヒンドゥー教社会において、バラモン、クシャトリヤ、ヴァイシャの三つの階級に属するヒンドゥー男子に適用される理念的な人生区分のこと。4つの段階を経過することから四住期とも訳される。紀元前後に成立した。
原義は「疲労」、とくに宗教的な行に由来する疲労のことを意味していたと考えられる。

## 概要
ダルマ・スートラの時代にはアーシュラマという考え方はなく、紀元前後に成立した。学生期・家住期・林住期・遊行期を理想的な生涯の一連なりの過程とする考えは、ダルマ・シャーストラ『マヌ法典』（前200年から200年頃）で初めで示された。
『マヌ法典』をはじめとするダルマ・シャーストラにおいては、バラモン教徒（シュードラを除く上位3ヴァルナ）が生涯のうちに経るべき段階として、以下の4段階が設定されている。
1. 学生期（梵行期、ブラフマチャリヤ、brahmacarya） - 師のもとでヴェーダを学ぶ時期
2. 家住期（ガールハスティヤ、gārhasthya） - 家庭にあって家長として子をもうけ一家の祭式を主宰する時期
3. 林住期（ヴァーナプラスタ、vānaprastha） - 森林に隠棲して修行する時期
4. 遊行期（遍歴期）（サンニヤーサ、saṃnyāsa） - 一定の住所をもたず乞食遊行する時期

『マヌ法典』では、家長以外の四住期の生活は家長に支えられているという理由で、家住期が最も優れているとされた。
この4段階は順次に経過されるべきものとされ、各段階に応じて厳格な義務が定められている。ただし、このアーシュラマの制度が実際的にどこまで忠実に履行されていたかは疑わしいとされる。出家し遊行生活に入る人間は、全体的に見てそう多いものではなかった。
ヒンドゥー教を、アーシュラマの概念と4ヴァルナの枠組み（ヴァルナ・ヴィヤワスター、varṇavyavasthā）とを組み合わせてサンスクリットで「ヴァルナーシュラマ・ダルマ(Varṇāśramadharma)」と呼称することがある。
バラモン教では出家という考えは認められるものではないが、出家遊行主義が取り込まれ、出家し遊行する生き方は老後に位置付けられ、妥協が図られている。インドでは古くから、人は生まれながらに、この世を創造してくれた神々への債務、人倫の道を説いてくれた聖仙への債務、我々をこの世にもたらしてくれた祖霊への債務という3つの債務（リナ、Rna）を負っており、返済しなければならないと考えられており、その返済方法は、供儀・礼拝、ヴェーダの学習と次世代への伝達、子孫を作ることとされた。ダルマ（宗教的義務、dharma）・アルタ（財産、artha）・カーマ（性愛、kāma）が人生の3大目的（トリヴァルガ（三種）、プルシャ・アルタ）とされ、この3つを満たしながら家庭生活を営んで子孫をのこすことが理想だとされ、いっぽう、ウパニシャッド時代に、出家遊行して自由な環境で思索を行う出家遊行主義が出現し、以降、出家遊行して瞑想や苦行などを実践し解脱に達することが希求された。そのため、人生において両立の困難なこの2つの理想を追求する時期を設定することで、実現に近づけようとしたものであろうと推定されている。『マヌ法典』（前200年から200年頃）に先行するダルマ・スートラ（律法経）では、学生期のあとは家住期・林住期・遊行期のどれに入ってもよく、死後天界に行けるとされたが、『マヌ法典』で学生期・家住期・林住期・遊行期の順に並べられ、人生で順番に経過するべきとされた。『マヌ法典』は3つの債務（リナ、Rna）の返済を重要不可欠とする伝統的ブラフマニズムの人生観を強く持っており、各期を一連にして家住期を必ず通過すべき人生の段階とし、遊行期を老後の生き方とすることで、出家遊行主義と家長主義を折り合わせた。
8歳から12歳にかけて、バラモン・クシャトリヤ・ヴァイシャの上位3ヴァルナの男子は、そのヴァルナ（階級）の一員になったことを示す聖なる紐をかけられる儀式（ウパナヤナ）に参加する。これによって彼らは幼年時代を終え、「学生期」の生活にはいるとされた。
しかし、シュードラは「一生族」（エーカジャ）として他の3階級に仕えることが義務づけられており、ヴェーダを学ぶことは禁止されており、アーシュラマの人生区分も設けられていない。

## 転義
原義は上述の通り「疲労」であるが、転じて現代では、宗教的修行の場所である行者の隠棲所・庵・僧院などの場所を意味する語として用いられることが多い。 
今日の西洋の文脈でアシュラムについて言及される場合、通常はインド系新宗教の大規模な施設群を指す。多くのインド人以外の信者にとって、アシュラムは個人的な宗教体験の場であり、彼らの滞在はしばしば「リトリート」と呼ばれる。